# Скупштина СР Словеније
Скупштина Социјалистичке Републике Словеније (словен. Skupščinа Socialistične Рepublike Slovenije) је била највиши орган власти у оквиру права и дужности друштвено-политичке заједнице у Социјалистичкој Републици Словенији, од 1946. до 1990. године.
Скупштина СР Словеније је конституисана 10. септембар 1946. године на заседању Словеначког народноослободилачког већа (СНОВ). Након избора за Уставотворну скупштину, одржаних 27. октобра 1946. године, Народна скупштина је 17. јануара 1947. године донела Устав НР Словеније којим је Скупштина променила назив у Народна скупштина Народне Републике Словеније (словен. Ljudska skupščina Ljudske Republike Slovenije). Овај назив Скупштина је носила до доношења новог Устава, 1963. године када је преименована у Скупштину Социјалистичке Републике Словеније. У складу са уставним изменама, Скупштина је 23. јуна 1990. године преименована у Скупштину Републике Словеније. 
Скупштина је у периоду од 1945. до 1953. била једнодомна, а од 1953. до 1990. године је имала више већа. Од 1953. до 1963. су постојала два већа — Републичко веће и Веће произвођача, од 1963. до 1974. је постојало пет већа — Републичко веће, Привредно веће, Просветно-културно веће, Социјално-здравствено веће и Организационо-политичко веће, а од 1974. до 1990. године три већа — Веће удруженог рада, Веће општина и Друштвено политичко веће. Извршни орган Скупштине је представљало Извршно веће Скупштине СР Словеније, а пре тога Влада НР Словеније.

## Сазиви скупштина
| Скупштине Словеније 1944 — 1947                                  |                              |                     |                |                  |                    |
| сазив                                                            | п. мандата                   | к. мандата          | председник     | потпредседник/ци | секретар/и         |
| Словеначко народноослободилачко веће                             | фебруар 1944.                | 10. септембар 1946. | Јосип Видмар   |                  |                    |
| Народна скупштина Словеније                                      | 10. септембар 1946.          | 20. новембар 1946.  | Јосип Видмар   |                  |                    |
| Уставотворна скупштина Словеније                                 | 20. новембар 1946.           | 18. јануар 1947.    | Фердо Козак    |                  |                    |
| Сазиви Народне скупштине Народне Републике Словеније 1947 — 1963 |                              |                     |                |                  |                    |
| сазив                                                            | п. мандата                   | к. мандата          | председник     | потпредседник/ци | секретар/и         |
| Народна скупштина НР Словеније (први сазив)                      | 18. јануар 1947.             | 10. април 1951.     | Фердо Козак    |                  |                    |
| Народна скупштина НР Словеније (други сазив)                     | 10. април 1951.              | 1953.               | Фердо Козак    |                  |                    |
| Народна скупштина НР Словеније (трећи сазив)                     | 1953.                        | 1957.               | Миха Маринко   |                  |                    |
| Народна скупштина НР Словеније (трећи сазив)                     | Републичко веће              |                     |                |                  |                    |
| Народна скупштина НР Словеније (трећи сазив)                     | Веће произвођача             |                     |                |                  |                    |
| Народна скупштина НР Словеније (трећи четврти)                   | 1958.                        | 1963.               | Миха Маринко   |                  |                    |
| Народна скупштина НР Словеније (трећи четврти)                   | Републичко веће              |                     |                |                  |                    |
| Народна скупштина НР Словеније (трећи четврти)                   | Веће произвођача             |                     |                |                  |                    |
| Сазиви Скупштине Социјалистичке Републике Словеније 1963 — 1974  |                              |                     |                |                  |                    |
| сазив                                                            | п. мандата                   | к. мандата          | председник     | потпредседник/ци | секретар/и         |
| Скупштина СР Словеније (пети сазив)                              | 1963.                        | 1967.               | Иван Мачек     |                  |                    |
| Скупштина СР Словеније (пети сазив)                              | Републичко веће              |                     |                |                  |                    |
| Скупштина СР Словеније (пети сазив)                              | Привредно веће               |                     |                |                  |                    |
| Скупштина СР Словеније (пети сазив)                              | Просветно-културно веће      |                     |                |                  |                    |
| Скупштина СР Словеније (пети сазив)                              | Социјално-здравствено веће   |                     |                |                  |                    |
| Скупштина СР Словеније (пети сазив)                              | Организационо-политичко веће |                     |                |                  |                    |
| Скупштина СР Словеније (шести сазив)                             | 1967.                        | 1969.               | Сергеј Крајгер |                  |                    |
| Скупштина СР Словеније (шести сазив)                             | Републичко веће              |                     |                |                  |                    |
| Скупштина СР Словеније (шести сазив)                             | Привредно веће               |                     |                |                  |                    |
| Скупштина СР Словеније (шести сазив)                             | Просветно-културно веће      |                     |                |                  |                    |
| Скупштина СР Словеније (шести сазив)                             | Социјално-здравствено веће   |                     |                |                  |                    |
| Скупштина СР Словеније (шести сазив)                             | Организационо-политичко веће |                     |                |                  |                    |
| Скупштина СР Словеније (седми сазив)                             | 1969.                        | 1974.               | Сергеј Крајгер |                  |                    |
| Скупштина СР Словеније (седми сазив)                             | Републичко веће              |                     |                |                  |                    |
| Скупштина СР Словеније (седми сазив)                             | Привредно веће               |                     |                |                  |                    |
| Скупштина СР Словеније (седми сазив)                             | Просветно-културно веће      |                     |                |                  |                    |
| Скупштина СР Словеније (седми сазив)                             | Социјално-здравствено веће   |                     |                |                  |                    |
| Скупштина СР Словеније (седми сазив)                             | Организационо-политичко веће |                     |                |                  |                    |
| Сазиви Скупштина Социјалистичке Републике Словеније 1974 — 1990  |                              |                     |                |                  |                    |
| сазив                                                            | п. мандата                   | к. мандата          | председник     | потпредседник/ци | генерални секретар |
| Скупштина СР Словеније (осми сазив)                              | 1974.                        | 1978.               | Маријан Брецељ |                  |                    |
| Скупштина СР Словеније (осми сазив)                              | Веће удруженог рада          |                     |                |                  |                    |
| Скупштина СР Словеније (осми сазив)                              | Веће општина                 |                     |                |                  |                    |
| Скупштина СР Словеније (осми сазив)                              | Друштвено-политичко веће     |                     |                |                  |                    |
| Скупштина СР Словеније (девети сазив)                            | 1978.                        | 1982.               | Милан Кучан    |                  |                    |
| Скупштина СР Словеније (девети сазив)                            | Веће удруженог рада          |                     |                |                  |                    |
| Скупштина СР Словеније (девети сазив)                            | Веће општина                 |                     |                |                  |                    |
| Скупштина СР Словеније (девети сазив)                            | Друштвено-политичко веће     |                     |                |                  |                    |
| Скупштина СР Словеније (десети сазив)                            | 1982.                        | 1986.               | Винко Хафнер   |                  |                    |
| Скупштина СР Словеније (десети сазив)                            | Веће удруженог рада          |                     |                |                  |                    |
| Скупштина СР Словеније (десети сазив)                            | Веће општина                 |                     |                |                  |                    |
| Скупштина СР Словеније (десети сазив)                            | Друштвено-политичко веће     |                     |                |                  |                    |
| Скупштина СР Словеније (једанаести сазив)                        | 1986.                        | 1990.               | Миран Потрч    |                  |                    |
| Скупштина СР Словеније (једанаести сазив)                        | Веће удруженог рада          |                     |                |                  |                    |
| Скупштина СР Словеније (једанаести сазив)                        | Веће општина                 |                     |                |                  |                    |
| Скупштина СР Словеније (једанаести сазив)                        | Друштвено-политичко веће     |                     |                |                  |                    |
| Скупштина СР Словеније (дванаести сазив)                         | 17. мај 1990.                | 23. јун 1990.       | Франце Бучар   |                  |                    |
| Скупштина СР Словеније (дванаести сазив)                         | Веће удруженог рада          |                     |                |                  |                    |
| Скупштина СР Словеније (дванаести сазив)                         | Веће општина                 |                     |                |                  |                    |
| Скупштина СР Словеније (дванаести сазив)                         | Друштвено-политичко веће     |                     |                |                  |                    |